# ISO 3166-2:ST

Lokalizace Svatého Tomáše a Princova ostrova na mapě

Administrativní členění Svatého Tomáše a Princova ostrova

Kódy ISO 3166-2 pro Svatého Tomáše a Princův ostrov identifikují 6 distriktů a 1 autonomní region. První část (ST) je mezinárodní kód pro Svatého Tomáše a Princův ostrov, druhá část sestává z jednoho velkého písmene identifikujícího autonomní region nebo dvojčíslí identifikujícího distrikt.

## Seznam kódů
| Kód   | Území          | Typ              |
| ----- | -------------- | ---------------- |
| ST-01 | Água Grande    | distrikt         |
| ST-02 | Cantagalo      | distrikt         |
| ST-03 | Caué           | distrikt         |
| ST-04 | Lembá          | distrikt         |
| ST-05 | Lobata         | distrikt         |
| ST-06 | Mé-Zóchi       | distrikt         |
| ST-P  | Princův ostrov | autonomní region |